# Yumi Sugimoto
Yumi Sugimoto (杉本 有美, Sugimoto Yumi), née le 1er avril 1989 à Osaka, est une chanteuse et actrice japonaise. Elle est actuellement sous contrat avec l'agence artistique Face Planning.